# Зарава
Зарава (также Зрауа; фр. Zeraoua, англ. Zraoua) — берберская деревня в центральном Тунисе. Входит в округ Нувель-Матмата — административную единицу вилайета Габес. Располагается в 20 км к западу от центра округа, города Матмата. Существует две деревни — Старая Зарава и Новая Зарава. Бо́льшая часть жителей переселилась в новую деревню из старой. Численность населения — 1330 человек по данным на 2004 год. В деревне насчитывается 568 домов. Зарава является одной из трёх деревень вилайета Габес наряду с деревнями Тамезрет (в 6 км у юго-востоку от Зарава) и Тауджут (в 4 км к юго-востоку), в которой сохранилось бербероязычное население. Говорят на диалекте зрауа языка шильха, или нефуса, относящегося к зенетской группе северноберберской ветви берберо-ливийской семьи языков.